# Đại Cát Tường
Đại Cát Tường là một công ty xuất dệt may ở tỉnh Quảng Ngãi, Việt Nam. Sau nhiều năm thua lỗ, Vinatex đã mua lại như một phần trong chiến lược phi tập trung hóa sản xuất với giá 39.876 tỷ đồng. Công ty có nhà máy tại Khu công nghiệp Tịnh Phong thuộc huyện Sơn Tịnh, tỉnh Quảng Ngãi. Vinatex công bố sẽ đầu tư khoảng 50 tỷ đồng để cải tạo nhà xưởng, mua máy móc, xây dựng nhà ở tập thể cho công nhân, tăng nhân công lên 3000 người.

## Lịch sử
Đại Cát Tường hoạt động từ tháng 3 năm 2005 với tổng vốn đầu tư 38 tỉ đồng, chủ yếu vay từ Ngân hàng Chính sách tỉnh với lãi suất ưu đãi. Vào thời điểm cực thịnh công ty có khoảng 1.300 lao động. Tuy nhiên đến giữa năm 2008 bắt đầu xảy ra nhiều cuộc lãn công, đình công do công ty làm ăn thua lỗ, nợ lương công nhân và chỉ trả nhỏ giọt khiến nhiều công nhân bỏ việc. Việc sản xuất đã chấm dứt vào năm 2010 và ngân hàng đã phong tỏa toàn bộ tài sản của công ty để bán thu hồi nợ vay.